# Love & Peace = Paradise
Singles de Erina Mano
Kono Mune no Tokimeki wo
(2009) Haru no Arashi
(2010)
Love & Peace = Paradise (Love & Peace = パラダイス) est le 5e single "major" (et 8e single au total) de la chanteuse japonaise Erina Mano (真野恵里菜), sorti en 2009.

## Présentation
Le single est sorti le 25 novembre 2009 au Japon sous le label hachama, dans le cadre du Hello! Project. Il atteint la 12e place du classement Oricon, et reste classé pendant 2 semaines, pour un total de 15 278 exemplaires vendus durant cette période. Il sort également dans trois éditions limitées avec des pochettes différentes, notées "A" et "B" avec en supplément un DVD, et "C". Le single sort aussi au format "single V" (DVD) une semaine après.
Les deux chansons du single sont écrites par Yoshiko Miura (三浦徳子), et cette fois composées et produites par Taisei. Seule la chanson-titre figurera, non pas sur l'album Friends qui sort le mois suivant, mais sur l'album More Friends qui sortira fin 2010. Elle sert de thème de fin à la série anime Kitty's Paradise Peace, et de thème musical à la pièce de théâtre Koisuru Hello Kitty dont Erina Mano est la vedette. Les quatre membres du groupe S/mileage accompagnent la chanteuse comme danseuses dans le clip vidéo de la chanson et lors de certaines interprétations scéniques. Le single contient cette fois un troisième titre, en plus de la version instrumentale : une deuxième version de la chanson-titre, chantée en duo avec le personnage Hello Kitty interprété ici par Megumi Hayashibara, qui aura droit aussi à ses propres clip vidéo et "Single V".

## Liste des titres
Single CD
1. Love & Peace = Paradise (Love & Peace = パラダイス?)  – 03:46
2. Love & Peace = Paradise (feat. Hello Kitty) (Love & Peace = パラダイス (feat. ハローキティ)?) – 03:47
3. 18sai no Kisetsu (18才の季節?) – 03:25
4. Love & Peace = Paradise (Instrumental) (Love & Peace = パラダイス…?) – 03:42

DVD de l'édition limitée "A"
1. Love & Peace = Paradise (Dance Shot Ver.) (Love & Peace = パラダイス…?)

DVD de l'édition limitée "B"
1. Love & Peace = Paradise (Buranko Ver.) (Love & Peace = パラダイス…?)

Single V (DVD)
1. Love & Peace = Paradise (Love & Peace = パラダイス?)
2. Love & Peace = Paradise (Close-up Ver.) (Love & Peace = パラダイス…?)
3. Making of (メイキング映像?)

Single V (feat. Hello Kitty) (DVD)
1. Love & Peace = Paradise (feat. Hello Kitty)  (Love & Peace = パラダイス (feat. ハローキティ)?)
2. Love & Peace = Paradise (Kitty's Peace Paradise Ending Ver.) (Love & Peace = パラダイス…?)
3. Love & Peace = Paradise (2 Shot Ver.) (Love & Peace = パラダイス…?)
4. Chorégraphie (振り付けコーナー?)